# Gunung Bateegusuek
Gunung Bateegusuek är ett berg i Indonesien.   Det ligger i provinsen Aceh, i den västra delen av landet, 1 700 km nordväst om huvudstaden Jakarta. Toppen på Gunung Bateegusuek är 455 meter över havet.
Terrängen runt Gunung Bateegusuek är huvudsakligen kuperad, men åt nordväst är den platt. Runt Gunung Bateegusuek är det ganska glesbefolkat, med 47 invånare per kvadratkilometer. Närmaste större samhälle är Bireun, 19,8 km nordost om Gunung Bateegusuek. I omgivningarna runt Gunung Bateegusuek växer i huvudsak städsegrön lövskog.